# Antonio Sandini
Antonio Sandini, mal transcrito desde fuentes anglosajonas que traducen el nombre a Anthony Sandini fue un historiador eclesiástico del siglo XVIII, nacido en 31 de junio de 1692, en Italia, y fallecido en 23 de febrero de 1751.
El doctor Sandini era de Vicenza, hablando del cuerpo de San Marcos, dice que fue trasladado a Venecia, en el año 822, según la crónica de Andrés Dandolo, dux de aquella república. Confiesa que esta relación se funda en la fama, pero que, aunque no se sepa cuando o como, es cierto que se trasladó a alla, según el testimonio de Bernardo, monje francés, el cual habiendo peregrinado en Oriente, afirma que en aquel tiempo no estaba en Alejandría el cuerpo de Marcos, transportado por los venecianos a su isla y que el mismo Dandolo, testigo sin la menor tacha, depone efectivamente que está allí. No disputamos a Sandini la realidad del suceso, ni la identidad del cuerpo del evangelista. Mucho menos le negaremos que un dux historiador de su república sea testigosin la manor tacha. Solo si la hacemos presente, que afirmando sobre dichos fundamentos la existencia del cuerpo de San Marcos de Venecia, debería con más razón afirmar la existencia del cuerpo de Santiago de Compostela  ("Historia general de la Iglesia", de A.H. Berault-Bercastel, Madrid, 1853.)

## Biografía
Sandini nació en el territorio vicentino, República de Venecia, y abrazó el estado eclesiástico y por sus talentos, fue recomendado al patronazgo y estima de su obispo, cardenal Rezzonico, quien fue más tarde papa con el nombre de Clemente XIII.
Sandini obtuvo el registro de la biblioteca, bibliotecario del seminario y fue historiador eclesiástico de la universidad de Padua, muriendo de súbito en esta ciudad a los 59 años.
Sandini fue el autor de varias obras, como vida de papas, abundando curiosas investigaciones, siendo la mejor edición la de Ferrara, en 1748, historia eclesiástica y disertaciónes en defensa de su obra historia familia sacra, atacada por el padre Giacinto Serry, profesor de teología en la universidad de Padua: "Animadversiones anticriticae in Historiam Sacrae Familiae ab Antonio Sandini I.U.D. novissime scriptam".
Según el jesuita Lorenzo Hervás y Panduro en su obra "Historia de la vida del hombre:..--", Madrid, Aznar, 1789 son buenos compendios que de la serie de papas escribieron Sandini, Papebrochio y Henschenio en "Propyleum ad acta sanctorum mesis Maii" pusieron el tratado "Conatus chrocio-historicus ad catalogum Romanorum Pontificum", citándose códigos anónimos sobre los cónclaves que por decreto de la congregación romana del índice se deben borrar y Papechobrio escribió esta obra intitulada "Paralipomena addendorum...", y Francisco Pagi, franciscano, "Breviarium historico-chronologico-criticum"Lucae, 1729.

## Obra
- Historia familiae sacrae ex antiquis monumentis collecta, Patavii, 1764.
- Reimpresión de la anterior por el obispo de Ausburgo, langrave de Hesse-Darmstadt, con el título Basis historiae ecclesiasticae,
- Vitae pontificum Romanorum ex antiquis monumentis collectae, Patavii, 1739.
- Junto a varios autores como C.W.F. Walch Censura diplomatis quod Ludovicus Pio..., Lipsiae, 1749.
- Historia S.S. Apostolorum
- Disputationes XX ex Historia Ecclesiastica...
- Otras